# Người Dravidia
Dravidian là người bản ngữ của bất kỳ ngôn ngữ Dravidian nào. Có khoảng 245 triệu người bản ngữ của ngôn ngữ Dravidian. Họ tạo thành phần lớn dân số của Nam Ấn Độ. Những người nói tiếng Dravidian thường được tìm thấy ở Ấn Độ, Pakistan, Afghanistan, Nepal, Maldives và Sri Lanka.
Thế kỷ thứ ba trước Công nguyên đã chứng kiến sự phát triển của các quốc gia chính trị Dravidian lớn: Chola, Pandyan, Rashtrakuta, Vijayanagara, Chera, Chalukya và một số quốc gia nhỏ hơn. Tây Ganga, Đông Ganga, Kadamba, Hoysala, Pallava, Kalabhra, Satavahana, Andhra Ikshvaku, Vishnukundina, Western Chalukya, Đông Chalukya, Kakatiya, Mysore, Jaffna và Nayakas được thành lập bởi người Dravidian.